# Gény de Lectoure
Gény, en latin Huginius, est un saint des églises catholique et orthodoxe, de la fin du IIIe siècle, né et mort à Lactora, aujourd’hui Lectoure (Gers). Son culte est local et il ne doit pas être confondu avec des homonymes ou paronymes tels saint Genès de Rome (Genest, Genis) ou Genès de Lyon. Il est fêté le 12 mai.

## Légende
Huginius naît au sein d’une famille noble chrétienne. Avant même sa naissance, un prêtre nommé Celse prédit à sa mère, Claire, qu’il aura un destin de sainteté. Il vit en ermite sur les hauteurs de Sainte-Croix, au sud de la ville actuelle de Lectoure, dominant à l’est la cité gallo-romaine.
Devant son influence grandissante, le préfet d'Augusta Auscorum (aujourd'hui Auch) s’inquiète et envoie une escouade de soldats pour l’arrêter et le ramener enchaîné. Les soldats se rendent chez lui, ils sont arrêtés par une crue soudaine du Gers. Quand les eaux permettent enfin le passage, ils s’approchent de Gény. ils l’écoutent, et au lieu de l’arrêter ils se convertissent tous. À leur retour à Auch, ils sont tous mis à mort, au lieu qui s’appellera plus tard la croix des Innocents : c’est aujourd’hui la « Patte-d’Oie » (place de Verdun). Le préfet ne désarme pas : il envoie un nouveau groupe de soldats. Quand ils arrivent enfin à l’ermitage de Gény, il vient de s’éteindre paisiblement. Son tombeau est à l’extrémité de la grande nécropole de la ville : l’évêque Heutère célèbre les funérailles. Des miracles ont lieu : des aveugles recouvrent la vue, de pauvres veuves indigentes trouvent des pains. Sur l’emplacement du tombeau s’élève probablement la première église de la cité, puis le monastère Saint-Gény.
Cette légende, solidement implantée, aurait été créée à partir du Xe siècle avec l’implantation du prieuré de saint-Gény. Le saint en question serait d’origine landaise et non locale, et son nom même, du pape Hygin ou Hyginius (136-140), aurait été attribué au premier évêque supposé du diocèse de Lectoure, Heutère, Heuterius ou Hyginius, sur lequel il n’existe aucune source fiable.

## Culte
Le saint patron de Lectoure y était fêté le 13 mai, et la fête locale traditionnelle avait lieu le deuxième dimanche de mai, avant d’être fixée, devenue uniquement une fête profane à une époque récente, aux premiers vendredi, samedi et dimanche de mai.

## Monastère Saint-Gény
Le monastère est fondé au Xe siècle. L’église actuelle remonte au XVIe siècle. Abandonnée depuis la Révolution, elle est rachetée par l’abbé de Cortade, supérieur du Collège ecclésiastique de Lectoure, qui la restaure en 1876 et la dote d’une façade à fronton galbé et tourelles à poivrières de style XVIIIe. Il fait restaurer le sarcophage supposé de saint Gény, retrouvé dans la crypte de l’église, jusqu’à le rendre méconnaissable.
En 2000, l’église passe dans une communauté orthodoxe serbe qui lui redonne vie.